# R.B.I. Baseball 2
R.B.I. Baseball 2 (in Japan bekend onder de naam Pro Yakyuu Family Stadium '87) is een computerspel dat werd ontwikkeld door Atari Games Corporation en uitgeven door Namco. Het spel kwam op 22 december 1987 uit voor de Nintendo Entertainment System. Later volgde ook andere populaire homecomputers uit die tijd. Het spel is een honkbalspel. Het spel heeft een grote verscheidenheid een teams en spelers. Het spel heeft een waachtwoord systeem voor als de speler een compleet seizoen speelt.

## Platforms
| Jaar | Platform                                                     |
| ---- | ------------------------------------------------------------ |
| 1987 | NES                                                          |
| 1991 | Amiga, Amstrad CPC, Atari ST, Commodore 64, DOS, ZX Spectrum |

## Ontvangst
| Beoordeeld door       | Platform | Datum            | Score |
| --------------------- | -------- | ---------------- | ----- |
| The Video Game Critic | NES      | 20 augustus 2003 | 91%   |
| Atari ST User         | Atari ST | april 1993       | 90%   |
| CU Amiga              | Amiga    | juli 1991        | 90%   |
| Amiga Format          | Amiga    | augustus 1991    | 84%   |
| Atari ST User         | Atari ST | september 1991   | 79%   |
| Amiga Power           | Amiga    | augustus 1991    | 78%   |
| NES Archives          | NES      | 14 april 2009    | 75%   |
| Amiga Computing       | Amiga    | september 1991   | 75%   |
| Datormagazin          | Amiga    | 29 augustus 1991 | 74%   |
| Power Play            | Atari ST | augustus 1991    | 43%   |